# Castle Hill Publishers
Der Verlag Castle Hill Publishers ist ein englischer Buchverlag aus Uckfield. Der Schwerpunkt des Verlags liegt auf der Verbreitung englisch- und deutschsprachiger Bücher und Schriften, in denen der Holocaust geleugnet wird. Er wurde 1998 vom Holocaustleugner Germar Rudolf gegründet.

## Geschichte
Der Verlag und Buchversand wurde 1998 von Germar Rudolf im englischen Hastings gegründet. Er gliederte dem Verlag die deutschsprachige Sektion der Vrij Historisch Onderzoek sowie die Vierteljahreshefte für freie Geschichtsforschung an. Rudolf hatte sich durch eine Flucht über Spanien nach England der Strafverfolgung deutscher Gerichte entzogen. Mit der Gründung des Verlags setzte er seine holocaustleugende Publizistik von Großbritannien aus fort. Im Jahr 2015 wurde Castle Hill Publishers in die Rechtsform einer Stiftung überführt und mit der Stiftung des von den Neonazis Mark Weber und Bradley Smith gegründeten Committee for Open Debate on the Holocaust (CODOH) zusammengelegt. Castle Hill Publishers ist seither der Buch- und Video-Verlag von CODOH.

## Programm
Der Schwerpunkt des Verlags liegt auf der Verbreitung englisch- und deutschsprachiger Bücher und Schriften, in denen der Holocaust geleugnet wird. Jährlich erscheinen bis zu zehn Neuerscheinungen bzw. erweiterte Auflagen älterer Publikationen. Im Verlag Castle Hill Publishers erschien auch bis Anfang 2017 die deutschsprachige, rechtsradikale und holocaustleugende Vierteljahresschrift National Journal.
Beim Verlag veröffentlichten neben Germar Rudolf u. a.:
- Santiago Alvarez
- John Clive Ball
- Arthur Butz
- Cyrus Cox
- Thomas Dalton
- Jürgen Graf
- Don Heddesheimer
- Thomas Kues
- Fred Leuchter
- Carlo Mattogno
- Walter Sanning
- Ingrid Weckert